# Димитър Илиев (кикбоксьор)
Вижте пояснителната страница за други личности с името Димитър Илиев.
Димитър Илиев е български муай-тай и кикбоксьор, национален състезател.

## Биография
Роден е в гр. Варна на 1 февруари 1981 г. През 2008 е избран за най-добър спортист на годината от Българската конфедерация по кикбокс и муай тай. От 2000 г. Илиев тренира в спортен клуб „Аргус“, Варна. Негов треньор е Николай Скипарнов.

## Титли
- 2004 – балкански шампион в стил К1
- 2008 – световен шампион по муай-тай в категория до 81 кг.
- 2009 - световен вицешампион по муай-тай
- 2012 – печели и след 1 месец защитава световна титла за професионалисти стил К1 на WKN
- 2013 – World Thaiboxing champion in THAILAND 2013
- 19 април 2013 – защитава за 2-ри път световна титла за професионалисти стил К1 на WKN
- Ноември 2015 – Европейски шампион по муай-тай в Ларнака, Кипър, категория до 86 кг.
- 2016 – световен шампион по тайбокс – Тайланд
- 2016 – европейски шампион по муай-тай в Букурещ, Румъния и европейска титла (колан) на Pro-arm